# 7 Year Bitch
7 Year Bitch è stato un gruppo punk rock statunitense, formatosi a Seattle, Washington, attivo per 7 anni, tra il 1990 e il 1997. La loro carriera ha prodotto tre album, ed è stata influenzata dalla morte della loro chitarrista Stefanie Sargent e della cara amica Mia Zapata, componente di un altro gruppo punk/grunge di Seattle, The Gits.

## Storia del gruppo

### Carriera

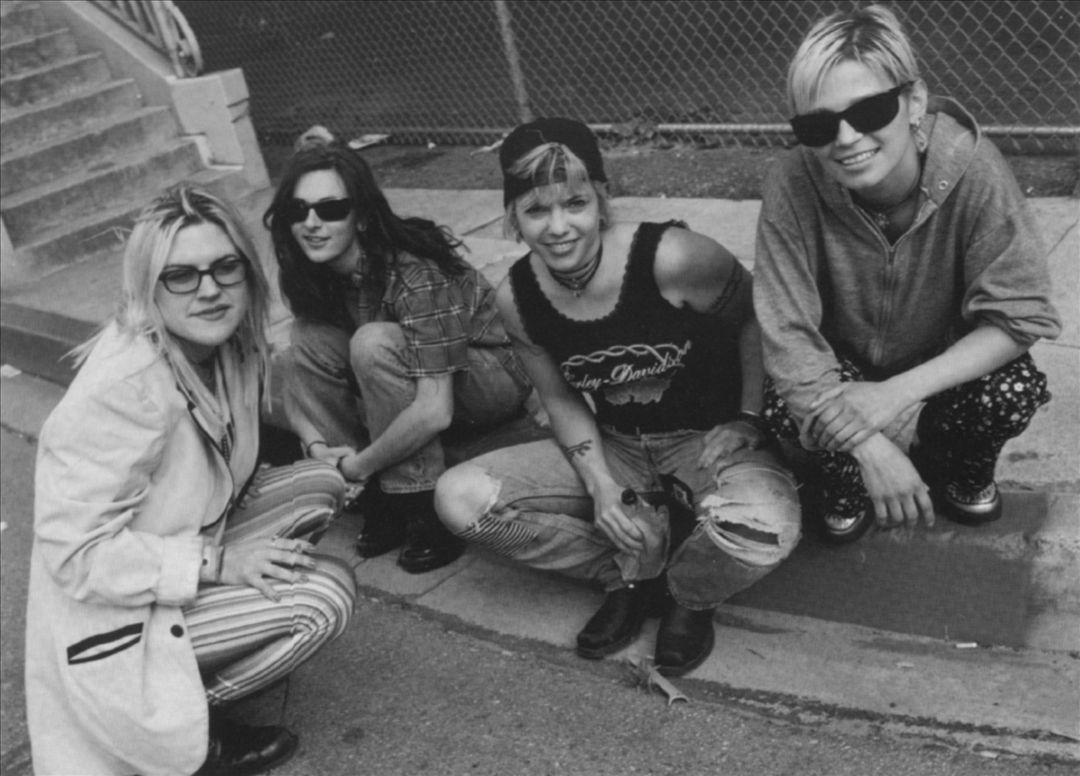
7 Year Bitch

La band venne fondata nel 1990 dalla cantante Selene Vigil, dalla chitarrista Stefanie Sargent, dalla bassista Elizabeth Davis e dalla batterista Valerie Agnew. Vigil, Sargent e Agnew suonarono insieme nella band di Seattle Barbie's Dream Car quando la loro bassista partì per l'Europa. Successivamente reclutarono la Davis e ribattezzarono la loro band dopo il film Seven Year Itch, basandosi su un suggerimento del loro amico Ben London, componente di un'altra band di Seattle, gli Alcohol Funnycar.
Al loro primo concerto, la band aprì per i Gits, dimostrandogli di aver avuto un'influenza significativa sulla loro musica. Nel 1991 la band pubblicò il singolo "Lorna" e firmò un contratto con la C/Z Records. Il loro primo album, Sick 'Em, venne pubblicato nel 1992, ma fu messo in ombra dalla morte della Sargent, avvenuta il 27 giugno, dopo che la chitarrista tornò a casa da una festa in cui aveva bevuto alcolici ed assunto una piccola quantità di eroina. La sua morte è stata ampiamente falsata come overdose da eroina, affermazione non precisa. Dopo un prolungato periodo di incertezza, la band decise di continuare, reclutando la chitarrista Roisin Dunne come sostituta della Sargent alla fine dell'anno.
Nel luglio del 1993, l'amica di lunga data e frontwoman dei The Gits, Mia Zapata, venne brutalmente violentata e assassinata mentre tornava a casa a tarda notte. Questo evento, insieme alla morte della Sargent l'anno precedente, ebbe un profondo impatto sul gruppo. Come reazione, la band registrò e pubblicò il secondo album ¡Viva Zapata! (1994) in omaggio ad entrambe le loro amiche decedute. Durante questo periodo, Valerie Agnew divenne anche una dei principali organizzatori e co-fondatori dell'organizzazione anti-violenza e autodifesa, Home Alive. L'8 aprile 1994, la band suonò ad un concerto di beneficenza per Rock Against Domestic Violence al Cameo Theatre di Miami Beach, insieme alle Babes in Toyland e alle Jack Off Jill.
Nel 1995 la band firmò con la Atlantic Records e nel 1996 pubblicò il loro terzo album, Gato Negro. Dopo il tour che ha supportato Gato Negro, la chitarrista Roisin Dunne se ne andò, e venne sostituita da Lisa Faye Beatty, ingegnere del suono durante le esibizioni dal vivo e amica di lunga data della band.

### Scioglimento

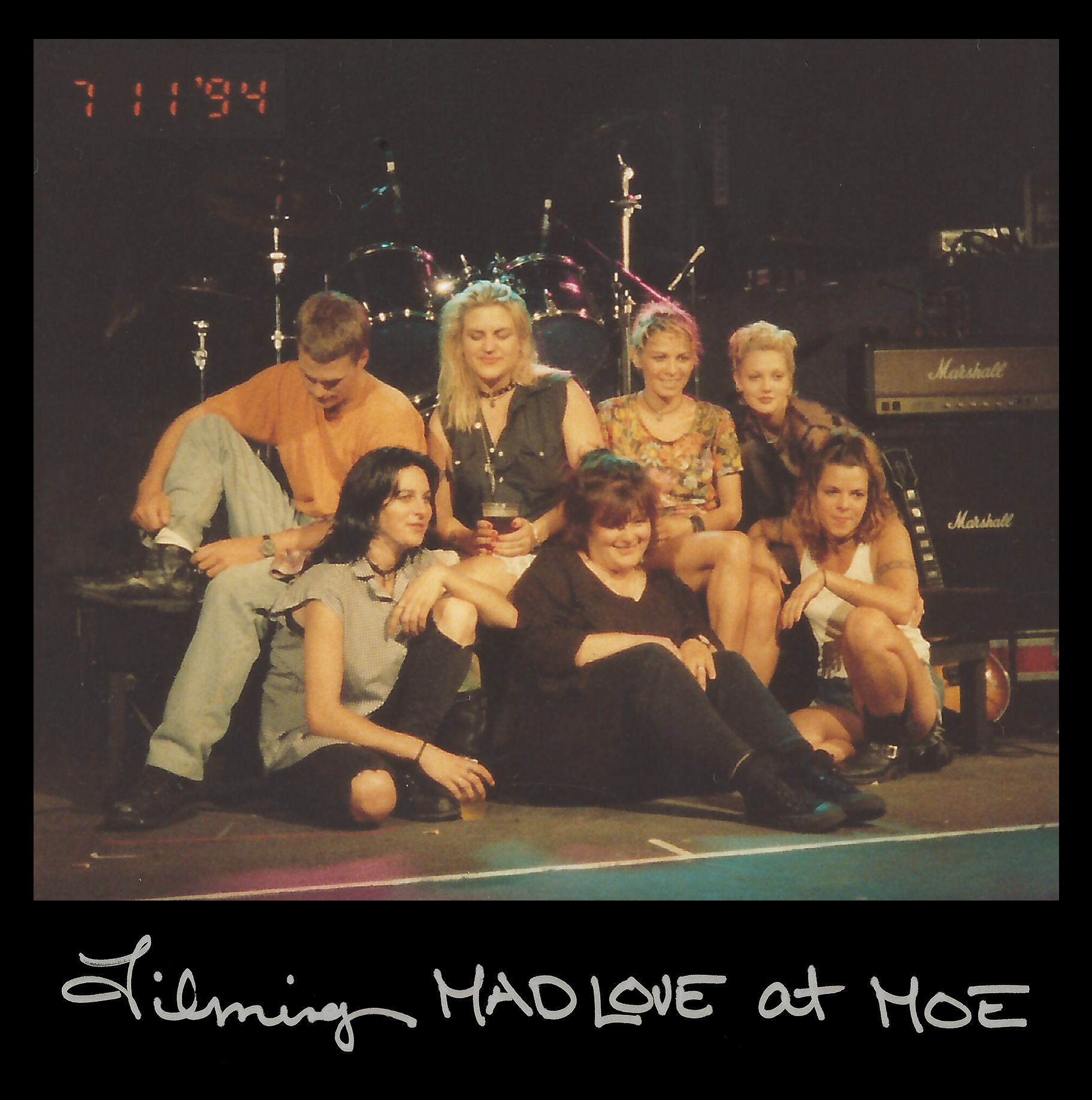
7 Year Bitch durante una pausa nelle riprese di Mad Love al Club Moe di Seattle, con Drew Barrymore e Chris O'Donnell.

All'inizio del 1997, la band iniziò a registrare materiale per quello che sarebbe stato il loro quarto album. La band si trasferì da Seattle in California, Elizabeth Davis e Valerie Agnew a San Francisco e Selene Vigil a Los Angeles. Con la recente partenza della loro chitarrista, Roisin Dunne e la separazione geografica tra le componenti della band, la carriera delle 7 Year Bitch si è conclusa dopo un tour finale con San Francisco's Lost Goat.

### Dopo lo scioglimento
Dopo lo scioglimento delle 7 Year Bitch, la bassista Elizabeth Davis si è unita alla band di San Francisco, i Clone, con la quale ha suonato fino al 2003. Nel 2005 ha contribuito a formare la band Von Iva. La vocalist Selene Vigil formò una band di influenza gotica/psichedelica con il nome di Cistine, nel 2000. In seguito pubblicò l'album solista That Was Then nel 2010. Roisin Dunne si unì alla band The Last Goodbye nel 2006.

## Formazione
- Selene Vigil - voce
- Stefanie Sargent - chitarra (1990 - 1992) (deceduta il 27 giugno 1992)
- Elizabeth Davis - basso
- Valerie Agnew - batteria
- Roisin Dunne - chitarra (1992 - 1996)
- Lisa Faye Beatty - chitarra (1996 - 1997) (deceduta il 25 novembre 2011)

## Discografia

### Album
- Sick 'Em (C/Z Records, 1992)
- ¡Viva Zapata! (C/Z Records, 1994)
- Gato Negro (Atlantic Records, 1996)[1]
- Live at Moe (Moe Recordings, 2016)

### Video musicali
- "In Lust You Trust" (1992)
- "Hip Like Junk" (1994)
- "24,900 Miles Per Hour" (1996)